# Eria annapurnensis
Eria annapurnensis är en orkidéart som beskrevs av L.R.Shakya och M.R.Shrestha. Eria annapurnensis ingår i släktet Eria och familjen orkidéer.
Artens utbredningsområde är Nepal. Inga underarter finns listade i Catalogue of Life.